# تاتسويا فوروهاشي
تاتسويا فوروهاشي (باليابانية: 古橋 達弥) (مواليد 7 نوفمبر 1980)، هو لاعب كرة قدم ياباني سابق كان يلعب كمهاجم.

## وصلات خارجية
- تاتسويا فوروهاشي على موقع رابطة كرة القدم اليابانية للمحترفين (اليابانية)
- تاتسويا فوروهاشي على موقع قاعدة بيانات كرة القدم.إي يو (الإنجليزية)
- تاتسويا فوروهاشي على موقع Soccerway.com (الإنجليزية)
- تاتسويا فوروهاشي على موقع عالم كرة القدم.نت (الإنجليزية)
- تاتسويا فوروهاشي على موقع كووورة